# 朝韩首脑会晤
朝韩首脑会晤是位于朝鲜半岛的朝鮮民主主義人民共和國和大韓民國两国领导人举行的会晤，至今已舉行五次；2000年、2007年與2018年9月於平壤百花園國賓館舉行，2018年4月於板門店韓國一方和平之家舉行，2018年5月於板門店朝鮮一方的統一閣舉行。前两次由朝鲜劳动党总书记金正日分别与韩国总统金大中和卢武铉会晤，后三次由韩国总统文在寅与朝鲜劳动党委员长金正恩会晤。

## 金泳三政府（1993－1998）
1994年6月，原美国总统吉米·卡特先后访问平壤和汉城，协调朝韩关系。时任朝鲜劳动党总书记金日成通过卡特向时任韩国总统金泳三带去口信，表示愿意在任何时间任何地点无条件地同金泳三举行会谈。双方商定金日成和金泳三于当年7月25日至27日在平壤会晤。然而，离会晤日期只有17天时，金日成逝世。

## 金大中政府（1998－2003）

### 2000年朝韓首腦歷史性會晤
2000年6月13日至15日，第一次朝韩首脑会晤在平壤举行，大韩民国总统金大中与朝鮮劳动党总书记兼国防委员长金正日举行会晤。这是朝鲜半岛分裂55年后的首次首脑会晤，会晤后发表了《北南共同宣言》（又稱《南北共同宣言》），金大中也因與朝鮮達成歷史性的和平與和解，獲頒該年的諾貝爾和平獎。

## 盧武鉉政府（2003－2008）

### 2007年南北首脑会谈
2007年10月2日至4日，第二次朝韩首脑会晤在平壤举行，韓國总统卢武铉步行穿過北緯38度線進入朝鮮，然後乘車抵達平壤與朝鮮勞動黨總書記金正日会晤，最终两国领导人签署了《北南关系发展与和平繁荣宣言》，雙方藉此確認了2000年達成的協議並沒有動搖。
在这次会晤上，金正日赠送给韓國总统盧武鉉四吨价值达260万美元的松茸蘑菇，一千克的松茸蘑菇在韓國本地价值约为656美元。这次的礼物与在第一次会晤中金正日送给时任韓國总统金大中的相同。盧武鉉也回赠了金正日一系列韓國的电视剧、电影以及一套珍贵的茶具与屏风。

## 首度中斷（2008－2017）
朝韩首脑会晤在李明博和朴槿惠兩任韩国保守派政府執政九年期間，因保守派政府的強硬對北政策而中斷。金正日亦於2011年底逝世，由三子金正恩接任。

## 文在寅政府（2017－2022）

### 2018年4月南北首脑会谈

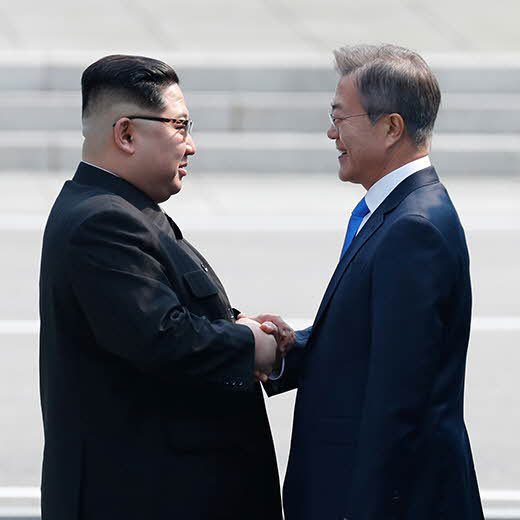
板門店文金會

4月27日，韩朝双方在边境板门店的和平之家举行第三次韩朝首脑会晤，韓國總統文在寅與朝鮮勞動黨委員長兼國務委員長金正恩牽手越過邊界，是朝鲜战争后朝鮮最高领导人首次踏上韓國土地，此次会晤地点颇具象征意义。之後兩國簽訂板门店宣言，同意重新交流，暫時達成和平的共識，並提到將盡速達成永久的協議。

### 2018年5月南北首脑会谈
5月26日，韓朝雙方在邊境板門店的統一閣舉行第4次朝韩首脑会晤。

### 2018年9月南北首脑会谈
朝韩首脑的第5次会晤暨同年第3次会晤於2018年9月18日至20日在朝鮮平壤舉行。文在寅首次以大韓民國總統身份訪問平壤。《平壤共同宣言》和《旨在履行歷史性的板門店宣言的軍事領域協議書》也在此行中發表，雙方對於無核化、非軍事化做出了具體的共識，條約的簽署是兩韓2000年以來交流最大的突破。

## 再度中斷（2022－2025）
2022年5月10日，韩国第20任总统尹锡悦就职，并强调其任期内将扩大美日韩之间的合作，并对中朝采取更强硬的态度。
2022年10月24日，南北韓在朝鮮半島西部海域互相開火示警。
2022年12月26日，朝鮮無人機越界侵犯韓國領空，在韓國首爾、仁川江華等地上空飛行約7小時。韓國國軍雖實施了射擊等應對作戰，但未能命中目標。
2023年1月17日，南韓指，朝鮮勞動黨總書記金正恩在朝鮮勞動黨八屆六中全會上將韓方界定為「明確的敵人」。2023年2月16日，韓國國防部發佈2022年版《國防白皮書》，明確指出「北韓政權和北韓軍是我國（大韓民國）的敵人」，是時隔六年再次出現「北韓是敵人」的表述。
2023年2月24日，韩国统一部表示过去两年，南北之间人员往来完全中断。